# Inscripción de Siloé

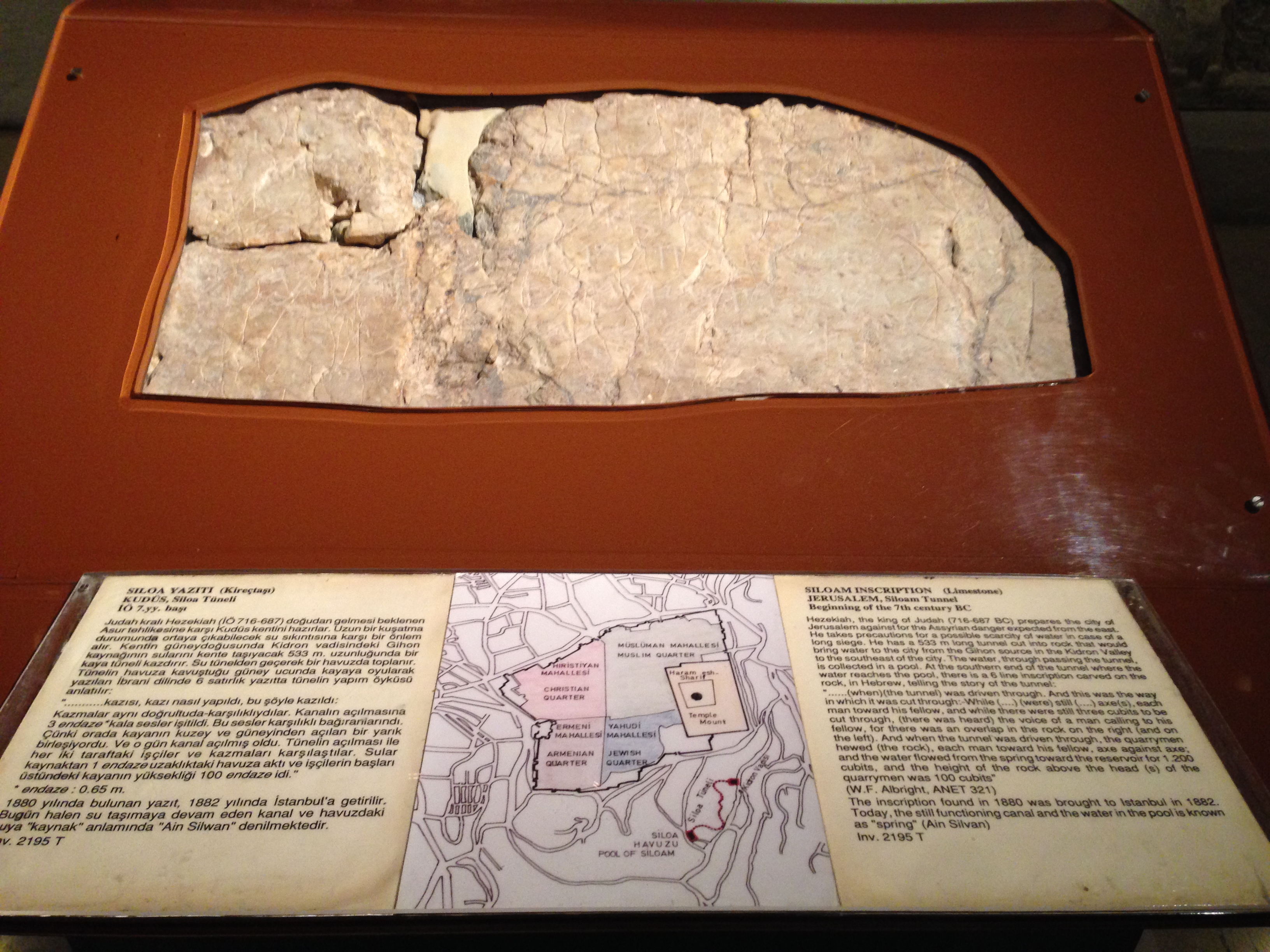
La Inscripción en el Museo arqueóligico del Estambul

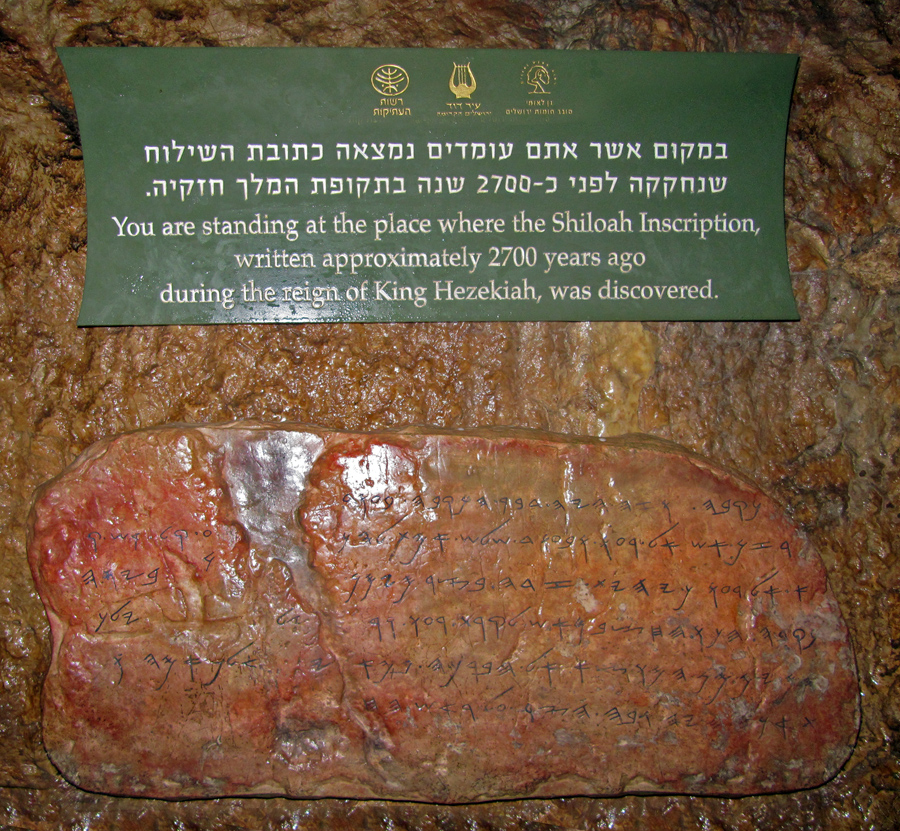
Copia del inscripción, colocada en el 2010 cerca de su ubicación original. en el interior del Túnel de Ezequías.

La inscripción de Siloé (en hebreo: כתובת השילוח, ktovet hashiloaj) es un texto inscripto en piedra, que fue encontrado en el túnel de Siloé o túnel de Ezequías, un canal subterráneo que lleva agua del manantial de Guijón al piscina de Siloé, en la zona de Jerusalén Este conocida como Ciudad de David, en el barrio de Silwan. La inscripción registra la construcción del túnel, datado al siglo VIII a. C. en base al estilo de escritura. Es la única inscripción antigua conocida en la región que conmemora una obra de construcción pública, a pesar de que tales inscripciones son comunes en la arqueología de Egipto y Mesopotamia.
Es uno de los registros existentes más antiguos escritos en hebreo usando el alfabeto paleohebreo, una variante regional del alfabeto fenicio. 
La inscripción se encuentra en exhibición permanente en el Museo arqueológico de Estambul. 

## Historia
La ciudad de Jerusalén en tiempos bíblicos estaba ubicada sobre una montaña rodeada de valles, gracias a su posición topográfica contaba con defensas naturales desde casi todas las direcciones. Pero su principal fuente de agua dulce, el manantial de Guijón, no contaba con esa protección, al estar ubicada en una zona más baja, cerca del valle del Cedrón. La Biblia cuenta que el Rey Ezequías, temeroso de que los asirios asediaran la ciudad, construyó un canal para desviar el agua hacia el estanque de Siloé. Ese canal es conocido como túnel de Ezequías o túnel de Siloé. 
El túnel de Ezequías fue descubierto en 1838 por Edward Robinson. A pesar de que Robinson, Charles Wilson y Charles Warren examinaron exhaustivamente el túnel durante el siglo XIX, ninguno de ellos notó la inscripción, probablemente debido a los depósitos minerales acumulados que la hacían apenas perceptible. En 1880, un joven llamado Jacob Eliahu,  mientras nadaba o vadeaba por el túnel, descubrió la inscripción tallada en la roca, en el lado este, aproximadamente a 5.7 metros de la Piscina de Siloé. En 1891, la inscripción fue arrancada de la pared del túnel y quebrada en fragmentos. Fue recuperada gracias a los esfuerzos del cónsul británico y llevada al Museo arqueológico de Estambul.

## Traducción y análisis
La inscripción contiene 6 líneas, la primera de las cuales está dañada. Las palabras están separadas por puntos. Solo la palabra zada en la tercera línea es de traducción dudosa, tal vez signifique grieta o parte débil. 
El pasaje dice: 
... el túnel ... y esta es la historia del túnel mientras. . .
las hachas estaban una contra la otra y mientras quedaban tres codos para (¿cortar?) ... la voz de un hombre. . .
llamó a su contraparte, (porque) había ZADA en la roca, a la derecha ... y en el día de
túnel (estando terminado) los picapedreros golpearon  cada uno hacia su contraparte, hacha contra hacha y fluyó
agua desde la fuente hasta la piscina por 1.200 codos. y (100? )
codos era la altura sobre la cabeza de los picapedreros...
Según el texto, el trabajo comenzó en ambos extremos del túnel simultáneamente y continuó hasta que los picapedreros se encontraban en el medio. Sin embargo, este relato idealizado no refleja del todo la realidad del túnel; el lugar donde las dos partes se juntan es una unión abrupta en ángulo recto, y los centros no se alinean. Se ha teorizado que los ingenieros de Ezequías dependían del sonido acústico para guiar a los excavadores, teoría respaldada por la mención explícita en la inscripción al uso de esta técnica. La frase final de esta inscripción, indica que los ingenieros eran muy conscientes de la distancia entre la superficie y el túnel en distintos puntos.